# Florissant Fossil Beds nationalmonument

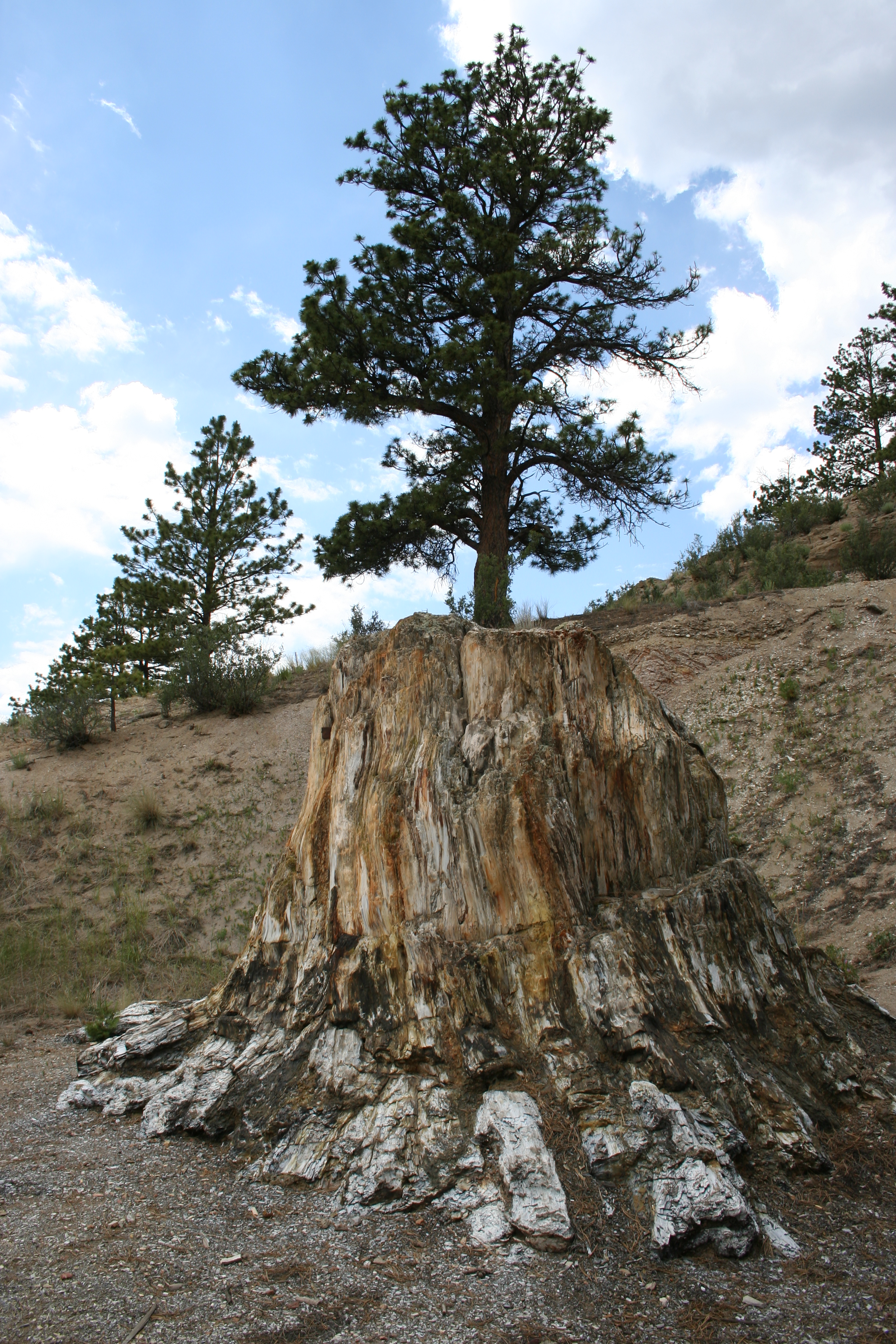
Florissant Fossil Beds nationalmonument

Florissant Fossil Beds nationalmonument ligger i delstaten Colorado i USA. Här finns en av världens mest variationsrika fossilbäddar. Det är fossil av såväl växter som djur, bland annat redwood och insekter.
Från den officiella hemsidan för Florissant Fossil Beds kan man nå ett on line-museum med bland annat bilder på fossil.